# 陆久之
陆久之（1902年—2008年2月12日），其夫人陈瑶光为蒋介石和前妻陈洁如的养女，故他也被称为“蒋介石女婿”。

## 生平
陆久之出生于长沙的一个官僚家庭，父亲陆翰曾任孙传芳的五省联军军法处长。1920年代他在上海进入蔡叔厚创办的绍敦电机公司。1930年，他从上海逃往日本，进入日本铁道学院与早稻田大学就读。抗日战争爆发后他回到上海，凭借他与日本人的关系，在上海沦陷区开设“璇宫舞厅”（后易名“云裳舞厅”），并创办了海安信托公司。抗战结束后，他又创办了《改造日报》并任社长。同时，他被第三方面军总司令汤恩伯任命为少将参议，并于1946年经汤恩伯作媒与陈瑶光成婚。
根据其晚年自述，陆久之早年为地下党，他到上海后曾和周恩来、赵世炎、叶剑英等一同工作，并曾营救过陈赓与日本共产党的领导人佐野学等。此外，据其回忆，他在抗战时间曾进入由军统控制的国际问题研究所上海站为中共收集情报，并利用其开办的舞厅和海安公司为共产党提供情报、运送物质，1950年还被派往日本策反国民政府驻日代表团团长朱世明。不过，陆久之所述的这些地下党经历都被其胞弟陆立之所否认，还认为他不过是“柔弱的软骨头，风月场中的花花太岁”。
中华人民共和国成立后，陆久之于1955年因潘汉年、杨帆案件牵连而被判十五年有期徒刑，后于1962年提前出狱。文化大革命期间，他又因特务等罪名遭受批斗，文革后平反。此外，他还曾任上海文史馆馆员、上海市政协委员等职。2008年2月12日逝世，终年106岁。

## 家庭
除陈瑶光外，陆久之还有元配陈宗蕙、妾俞莉娟。他与陈宗蕙生有一子（博雅）、一女（蓓莉），与俞莉娟生有一子（剑英，在新疆插队时失踪），与陈瑶光生有一女（玖莉）。另外他还有继子陈忠人、陈晓人，系陈瑶光与朝鲜人安氏所生之子。
陆久之有兄弟姐妹十人。胞弟陆立之（梦衣）生前被称为中国最后一位托派，胞妹陆慎之则是中共一大代表刘仁静的妻子。